# Sedum mesoamericanum
Sedum mesoamericanum är en fetbladsväxtart som beskrevs av P.Carrillo, Pérez-farr.. Sedum mesoamericanum ingår i Fetknoppssläktet som ingår i familjen fetbladsväxter. Inga underarter finns listade i Catalogue of Life.